# Supercoupe d'Italie de football 1993
Navigation
Supercoupe d'Italie 1992 Supercoupe d'Italie 1994
La Supercoupe d'Italie 1993 (italien : Suppercoppa italiana 1993) est la sixième édition de la Supercoupe d'Italie, épreuve qui oppose le champion d'Italie au vainqueur de la Coupe d'Italie. La compétition est disputée le 21 août 1993 au Robert F. Kennedy Memorial Stadium à Washington aux États-Unis devant 25 268 spectateurs. L'AC Milan gagne 1-0 aux dépens du Torino Football Club.

## Participants
La rencontre oppose le Milan AC au Torino. Milan se qualifie au titre de sa victoire en championnat 1993 et le club turinois se qualifie pour la Supercoupe grâce à sa victoire en Coupe d'Italie de football 1992-1993. Il s'agit de la troisième participation du club lombard, dont la deuxième consécutive, et de la première concernant le club piémontais.
Sur le onze de départ du Milan AC, les quatre défenseurs sont exactement les mêmes : Mauro Tassotti, Alessandro Costacurta, Franco Baresi et Paolo Maldini. Roberto Donadoni et Daniele Massaro sont également présent lors de l'édition précédente, le premier est titulaire en 1992 et remplaçant en 1993 et le second présente le cas inverse. Le joueur du Torino FC Marco Osio, alors sous les couleurs de l'AC Parme, dispute également la Supercoupe 1992.

## Rencontre
L'unique but de la rencontre est signé Marco Simone en faveur du Milan AC dès la 4e minute de jeu. Le score reste inchangé jusqu'au terme de la rencontre et le club milanais remporte une troisième Supercoupe d'Italie en autant de participations.

## Feuille de match
| 21 août 1993 | AC Milan  | 1-0   | Torino FC | RFK Stadium, Washington                      |                                              |
|              | Simone 4e | (1-0) |           | Spectateurs : 25 268 Arbitrage : Helder Dias | Spectateurs : 25 268 Arbitrage : Helder Dias |

| Milan | Torino |

| Gardien de but | 1  | Sebastiano Rossi      |        |     |
| D              | 2  | Mauro Tassotti        |        |     |
| D              | 3  | Paolo Maldini         |        |     |
| M              | 4  | Demetrio Albertini    |        |     |
| D              | 5  | Alessandro Costacurta |        |     |
| D              | 6  | Franco Baresi         |        |     |
| M              | 7  | Stefano Eranio        | Averti |     |
| M              | 8  | Zvonimir Boban        | Averti |     |
| A              | 9  | Daniele Massaro       |        |     |
| M              | 10 | Dejan Savićević       |        | 60e |
| A              | 11 | Marco Simone          |        | 44e |
| Remplaçants :  |    |                       |        |     |
| Gardien de but | 12 | Mario Ielpo           |        |     |
| D              | 13 | Filippo Galli         |        |     |
| D              | 14 | Alessandro Orlando    |        |     |
| M              | 15 | Roberto Donadoni      |        | 60e |
| A              | 16 | Florin Răducioiu      |        | 44e |
| Entraîneur :   |    |                       |        |     |
| Fabio Capello  |    |                       |        |     |

| Gardien de but     | 1  | Giovanni Galli    |        |     |
| D                  | 2  | Sandro Cois       |        | 72e |
| D                  | 3  | Robert Jarni      |        |     |
| M                  | 4  | Daniele Fortunato |        |     |
| D                  | 5  | Angelo Gregucci   | Averti |     |
| M                  | 6  | Luca Fusi         |        |     |
| D                  | 7  | Roberto Mussi     |        |     |
| M                  | 8  | Marco Osio        |        | 44e |
| A                  | 9  | Andrea Silenzi    |        |     |
| A                  | 10 | Enzo Francescoli  |        |     |
| M                  | 11 | Giorgio Venturin  |        |     |
| Remplaçants :      |    |                   |        |     |
| Gardien de but     | 12 | Luca Pastine      |        |     |
| D                  | 13 | Giulio Falcone    |        |     |
| D                  | 14 | Raffaele Sergio   |        |     |
| M                  | 15 | Gianluca Sordo    |        | 72e |
| A                  | 16 | Pato Aguilera     |        | 44e |
| Entraîneur :       |    |                   |        |     |
| Emiliano Mondonico |    |                   |        |     |